# Symphonie no 2 de Walton
Pour les articles homonymes, voir Symphonie no 2.
La Symphonie no 2 est la dernière symphonie  de William Walton. Composée en 1956-1960 sur une commande du Liverpool Philharmonic Society pour célébrer le 750e anniversaire d'une charte créant la ville.

## Genèse
Sa première symphonie lui est antérieure d'environ un quart de siècle.
L'écriture débute essentiellement en 1958 et n'est achevé qu'en juillet 1960. L'œuvre est créée le 2 septembre 1960 au festival d'Édimbourg par le Royal Liverpool Philharmonic Orchestra sous la direction de John Pritchard avec un accueil très mitigé.
George Szell la dirige dès l'année suivante aux États-Unis

## Structure
1. Allegro molto
2. Lento assai
3. Passacaglia. Thema and variations, Fugaton Coda (Scherzando)

La durée d'exécution est d'environ trente minutes.